# Patterned Lake
Der Patterned Lake (englisch für Gemusterter See) ist ein birnenförmiger, epiglazialer See im ostantarktischen Mac-Robertson-Land. In den Framnes Mountains liegt er am Rand eines Plateaus am äußersten nördlichen Ende der Central Masson Range.
Das Antarctic Names Committee of Australia benannte ihn nach den markanten Mustern, die durch große Eiskristalle auf der Oberfläche des Sees gebildet werden.